# Estisch voetbalelftal in 1929
Het Estisch voetbalelftal speelde in totaal zes officiële interlands in het jaar 1929, negen jaar nadat de nationale ploeg van het Baltische land de eerste officiële interland uit de geschiedenis had gespeeld: op 17 oktober 1920 in en tegen Finland (6-0 nederlaag). Een selectiecommissie van de Estische voetbalbond bepaalde de samenstelling en de opstelling van de ploeg.

## Balans
| Wedstrijden | Wedstrijden | Wedstrijden | Wedstrijden | Doelpunten | Doelpunten | Doelpunten | Punten |
| Gespeeld    | Winst       | Gelijk      | Verlies     | Voor       | Tegen      | Saldo      | Punten |
| ----------- | ----------- | ----------- | ----------- | ---------- | ---------- | ---------- | ------ |
| 6           | 2           | 2           | 2           | 14         | 12         | +2         | 1.000  |

## Interlands
|                                                  |                                                                          |       |                         |                                                                                           |
| 7 juli Vriendschappelijk № 37 «onderlinge duels» | Zweden                                                                   | 4 – 1 | Estland                 | Landskrona Idrottsplats, Landskrona Toeschouwers: 10.000 Scheidsrechter: Otto Remke (DEN) |
| 7 juli Vriendschappelijk № 37 «onderlinge duels» | Harry Lundahl 13' Knut Kroon 19' Harry Lundahl 65' Harry Dahl 79' (pen.) |       | 88' Karl-Richard Idlane | Landskrona Idrottsplats, Landskrona Toeschouwers: 10.000 Scheidsrechter: Otto Remke (DEN) |

|                                                   |                |       |                   |                                                                                    |
| 25 juli Vriendschappelijk № 38 «onderlinge duels» | Estland        | 1 – 1 | Finland           | Kadrioru Staadion, Tallinn Toeschouwers: 3.000 Scheidsrechter: Gustaf Ekberg (SWE) |
| 25 juli Vriendschappelijk № 38 «onderlinge duels» | Felix Kull 17' |       | 10' Aulis Koponen | Kadrioru Staadion, Tallinn Toeschouwers: 3.000 Scheidsrechter: Gustaf Ekberg (SWE) |

|                                                   |                                            |       |                                         |                                                                            |
| 15 augustus Baltische Cup № 39 «onderlinge duels» | Letland                                    | 2 – 2 | Estland                                 | LSB Stadions, Riga Toeschouwers: 4.000 Scheidsrechter: Peter Bauwens (GER) |
| 15 augustus Baltische Cup № 39 «onderlinge duels» | Aleksandrs Priede 27' Arkādijs Pavlovs 63' |       | 9' Eugen Einman 29' Eduard Ellman-Eelma | LSB Stadions, Riga Toeschouwers: 4.000 Scheidsrechter: Peter Bauwens (GER) |

|                                                   | |       |                                                |                                                                            |
| 16 augustus Baltische Cup № 40 «onderlinge duels» | Estland                                                                                             | 5 – 2 | Litouwen                                       | LSB Stadions, Riga Toeschouwers: 2.000 Scheidsrechter: Peter Bauwens (GER) |
| 16 augustus Baltische Cup № 40 «onderlinge duels» | Eugen Einman 16' Arnold Pihlak 32' Eugen Einman 59' Eduard Ellman-Eelma 75' Eduard Ellman-Eelma 85' |       | 26' Stepas Chmelevskis 35' Ricardas Rutkauskas | LSB Stadions, Riga Toeschouwers: 2.000 Scheidsrechter: Peter Bauwens (GER) |

|                                                       |                                             |       |                   |                                                                                      |
| 27 augustus Vriendschappelijk № 41 «onderlinge duels» | Finland                                     | 2 – 1 | Estland           | Töölön Pallokenttä, Helsinki Toeschouwers: 3.000 Scheidsrechter: Osborn Wenzel (SWE) |
| 27 augustus Vriendschappelijk № 41 «onderlinge duels» | Albin Lönnberg 15' (pen.) Aulis Koponen 57' |       | 49' Arnold Pihlak | Töölön Pallokenttä, Helsinki Toeschouwers: 3.000 Scheidsrechter: Osborn Wenzel (SWE) |

|                                                        |                                                                                  |       |                             |                                                                                   |
| 18 september Vriendschappelijk № 42 «onderlinge duels» | Estland                                                                          | 4 – 1 | Letland                     | Kalevi Staadion, Tallinn Toeschouwers: 4.000 Scheidsrechter: Harry Kuhlberg (FIN) |
| 18 september Vriendschappelijk № 42 «onderlinge duels» | Johannes Brenner 10' Eduard Ellman-Eelma 33' Heinrich Paal 50' Arnold Pihlak 75' |       | 82' (pen.) Alberts Šeibelis | Kalevi Staadion, Tallinn Toeschouwers: 4.000 Scheidsrechter: Harry Kuhlberg (FIN) |

## Statistieken
| Evald Tipner               | 1906-03-13 | SK Tallinna Sport | 4 | 0 | 0 | 13 | 0  |
| Aleksei Kürbis             | 0000-00-00 | Tallinna JK       | 2 | 0 | 0 | 2  | 0  |
| Alfred Ratnik              | 0000-00-00 | JK Kalev Tallinn  | 1 | 0 | 0 | 5  | 0  |
| Verdediging                |            |                   |   |   |   |    |    |
| Otto Reinfeldt-Reinlo      | 1899-03-31 | SK Tallinna Sport | 6 | 0 | 0 | 16 | 0  |
| Rudolf Kallaste            | 1904-07-05 | Tallinna JK       | 4 | 0 | 0 | 10 | 0  |
| Vladimir Silberg           | 0000-00-00 | SK Tallinna Sport | 4 | 0 | 0 | 6  | 0  |
| Elmar Kaljot               | 1901-11-15 | Tallinna JK       | 3 | 0 | 0 | 25 | 3  |
| Karl-Rudolf Silberg-Sillak | 1906-03-20 | SK Tallinna Sport | 3 | 0 | 0 | 3  | 0  |
| Voldemar Piperal           | 1900-10-04 | JK Kalev Tallinn  | 2 | 0 | 0 | 10 | 0  |
| Heino Römmer               | 0000-00-00 | JK Kalev Tallinn  | 1 | 0 | 0 | 5  | 0  |
| Middenveld                 |            |                   |   |   |   |    |    |
| Arnold Pihlak              | 1902-07-17 | Tallinna JK       | 6 | 0 | 3 | 36 | 15 |
| Eugen Einman               | 1905-10-06 | SK Tallinna Sport | 5 | 1 | 3 | 27 | 4  |
| Helmuth Räästas            | 1903-01-20 | JK Kalev Tallinn  | 4 | 0 | 0 | 9  | 2  |
| Heinrich Paal              | 1895-06-26 | SK Tallinna Sport | 3 | 1 | 1 | 31 | 5  |
| Karl-Richard Idlane        | 1910-01-18 | SK Tallinna Sport | 2 | 0 | 1 | 2  | 1  |
| Aleksander Mägi            | 1897-01-03 | SK Tallinna Sport | 1 | 0 | 0 | 1  | 0  |
| Artur Neuman-Tarimäe       | 1908-01-07 | SK Tallinna Sport | 1 | 0 | 0 | 2  | 0  |
| Herbert Paalberg           | 1903-06-14 | Tallinna JK       | 1 | 0 | 0 | 1  | 0  |
| Aanval                     |            |                   |   |   |   |    |    |
| Eduard Ellman-Eelma        | 1902-04-07 | Tallinna JK       | 6 | 0 | 4 | 29 | 10 |
| Johannes Brenner           | 1906-01-16 | Tallinna JK       | 3 | 0 | 1 | 12 | 1  |
| Felix Kull                 | 0000-00-00 | JK Kalev Tallinn  | 3 | 0 | 1 | 4  | 3  |
| Ernst-Aleksandr Joll       | 1902-09-16 | Tallinna JK       | 1 | 0 | 0 | 22 | 4  |

EJL · A-internationals · Bondscoaches · Statistieken · Estisch vrouwenelftal · Olympisch elftal · Estland U21 · Estland U20 · Estland U19 · Estland U18 · Estland U17 · Estland U16
1920 – 1929 ·
1930 – 1939 ·
1940 – 1949 ·
1950 – 1990 · 
1990 – 1999 ·
2000 – 2009 ·
2010 – 2019 ·
2020 − 2029
OS 1924
1920 ·
1921 ·
1922 ·
1923 ·
1924 ·
1925 ·
1926 ·
1927 ·
1928 ·
1929 · 
1930 · 
1931 · 
1932 · 
1933 · 
1934 · 
1935 · 
1936 · 
1937 · 
1938 · 
1939 · 
1940 · 
1941 · 
1942 · 
1943 · 1944 · 
1945 · 
1946 · 
1947 · 
1948 · 
1949 · 
1950 – 1990 · 
1991 · 
1992 · 
1993 · 
1994 · 
1995 · 
1996 · 
1997 · 
1998 · 
1999 · 
2000 · 
2001 · 
2002 · 
2003 · 
2004 · 
2005 · 
2006 · 
2007 · 
2008 · 
2009 · 
2010 · 
2011 · 
2012 · 
2013 · 
2014 · 
2015 · 
2016 ·
2017 ·
2018 ·
2019 ·
2020
Albanië ·
Andorra ·
Angola ·
Antigua en Barbuda ·
Argentinië ·
Armenië ·
Azerbeidzjan ·
België ·
Bosnië-Herzegovina ·
Brazilië ·
Bulgarije ·
Canada ·
Chili ·
China ·
Cyprus ·
Denemarken ·
Duitsland ·
Ecuador ·
Egypte ·
El Salvador ·
Engeland ·
Equatoriaal-Guinea ·
Faeröer ·
Fiji ·
Filipijnen ·
Finland ·
Frankrijk ·
Georgië · 
Gibraltar ·
Griekenland ·
Hongarije ·
Hongkong ·
Ierland ·
IJsland ·
Indonesië ·
Irak ·
Israël ·
Italië ·
Jordanië ·
Kazachstan ·
Kirgizië ·
Kroatië ·
Letland ·
Libanon ·
Liechtenstein ·
Litouwen ·
Luxemburg ·
Malta ·
Marokko ·
Mexico ·
Moldavië ·
Montenegro ·
Nederland ·
Nieuw-Caledonië ·
Nieuw-Zeeland ·
Noord-Ierland ·
Noord-Macedonië ·
Noorwegen ·
Oekraïne ·
Oezbekistan ·
Oman ·
Oostenrijk ·
Polen ·
Portugal ·
Qatar ·
Roemenië ·
Rusland ·
Saint Kitts en Nevis ·
San Marino ·
Saoedi-Arabië ·
Schotland ·
Servië ·
Slovenië ·
Slowakije · 
Spanje ·
Tadzjikistan ·
Thailand ·
Trinidad en Tobago ·
Tsjechië ·
Turkije ·
Turkmenistan ·
Uruguay ·
Vanuatu ·
Venezuela ·
Verenigde Arabische Emiraten ·
Verenigde Staten ·
Vietnam ·
Wales ·
Wit-Rusland ·
Zweden ·
Zwitserland